# Il punto rosso
Il punto rosso è un film indipendente del 2006 diretto da Marco Carlucci.

## Trama
Periodo elettorale, il paese stenta a ripartire, l'economia ristagna, il benessere è cosa di pochi. All'incertezza della gente si sovrappone la macchina mediatica dei vari schieramenti politici, alla ricerca di una strategia vincente, una lotta spietata basata essenzialmente sullo scontro di ideologie piuttosto che sulla reale volontà di risolvere i problemi della gente.
Ai soliti nomi noti, politici di professione, si aggiunge improvvisamente una figura nuova, fuori dagli schemi, un comico cabarettista, Riccardo "Ricky" Simeoni. La gente, stanca dei soliti teatrini, indifferente alle promesse mai mantenute, abbindolata per anni da utopie vendute come certezze, decide di appoggiare quella persona "normale", come un eccezionale strumento di protesta al sistema.
Rimane a Ricky la scelta di rimanere se stesso, fino in fondo.

## Distribuzione
Il film girato in tecnologia digitale è stato immesso nel circuito cinematografico nel maggio 2007.

## Riconoscimenti
- Chieti Film Festival 2007
  - Miglior attore (Fabrizio Sabatucci)